# Gabriela Janik
Gabriela Janik-Sasnal(ur. 10 marca 1993 w Krakowie) – polska gimnastyczka występująca w gimnastyce sportowej, wielokrotna mistrzyni Polski, uczestniczka igrzysk europejskich i uniwersjady.

## Kariera
W 2010 roku podczas mistrzostw świata w Rotterdamie w najlepszym występie zajęła 15. miejsce w skoku. Rok później w Tokio była 54. w ćwiczeniach na poręczach asymetrycznych.
Na majowych mistrzostwach Europy w 2014 roku w Sofii skok zakończyła na 12. miejscu. W październiku tego samego roku podczas mistrzostw świata w Nanning zajęła 42. pozycję w kwalifikacjach w ćwiczeniach na poręczach asymetrycznych.
Na igrzyskach europejskich w 2015 roku w Baku zajęła 4. miejsce w finale skoku, tracąc do medalowej pozycji 0,05 punktu. Pod koniec roku mistrzostwa świata w Glasgow nie były udane. W ćwiczeniach na poręczach asymetrycznych została sklasyfikowana na 95. miejscu, co było jej najlepszym występem na tych zawodach.
W czerwcu 2016 roku na mistrzostwach Europy w Bernie była 13. w skoku.
W 2018 roku na mistrzostwach Europy w Glasgow zajęła 15. miejsce w kwalifikacjach skoku, zaś w październiku tego samego roku na mistrzostwach świata w Dosze najlepiej poradziła sobie w wieloboju, kończąc na 46. pozycji.
Na mistrzostwach świata w Stuttgarcie zajęła w eliminacjach 22. miejsce w skoku, 83. – na poręczach, 85. – w ćwiczeniach wolnych i 163. – na równoważni. Zapewniła sobie prawo startu na igrzyskach olimpijskich w Tokio.